# Ałasz Orda
Ałasz Orda, Autonomia Ałaska – istniejące w latach 1917–1920 autonomiczne państwo kazachskie.
W 1916 Kazachowie rozpoczęli powstanie przeciwko rządom rosyjskim. Zostało ono krwawo stłumione, jednak pod jego wpływem Mikołaj II ogłosił złagodzenie polityki wobec narodów Azji Środkowej i zgodził się na tworzenie przedstawicielstw ludowych.
W dniach 21–28 lipca 1917 odbył się Zjazd Wszechkazachski. W jego trakcie wyłoniło się ugrupowanie niepodległościowe Ałasz (imię mitycznego przodka Kazachów). W dniach 5–13 grudnia 1917 odbył się II Zjazd Wszechkazachski. W jego trakcie członkowie Ałasz powołali tymczasowy narodowy rząd kazachski pod nazwą Ałasz-Orda.
W dniu zakończenia II Zjazdu Wszechkazachskiego, 13 grudnia 1917, Ałasz-Orda ogłosiła utworzenie autonomicznego państwa kazachskiego w ramach Imperium Rosyjskiego. Po rozpędzeniu 18 stycznia 1918 przez bolszewików wybranej w demokratycznych wyborach Konstytuanty, w której znajdowali się również deputowani z list Ałasz, Autonomia Ałaska współpracowała z białymi przeciwko bolszewikom.
W 1919 Biali ponieśli klęskę w Kazachstanie, zaś Ałasz Orda podjęła współpracę z bolszewikami, którzy rozpoczęli okupację kraju. 26 sierpnia 1920 rząd bolszewicki zlikwidował Autonomię Ałaską i utworzył Kirgiską Autonomiczną Socjalistyczną Republikę Radziecką (przemianowaną w 1925 roku na Kazachską ASRR).